# Auslogics Disk Defrag
Auslogics Disk Defrag — бесплатная утилита, которая предоставляет пользователям мощный и простой в использовании инструмент для дефрагментации жёсткого диска, работающий с файловыми системами FAT16/32 и NTFS в 32-битных и 64-разрядных операционных системах Microsoft Windows.

## Описание
Как и все другие программы подобного рода, утилита Auslogics Disk Defrag предназначена для дефрагментации файловой системы за счёт оптимизационных и профилактических работ, а также упорядочивания файлов для улучшения производительности и быстродействия работы программ и операционной системы Microsoft Windows.
Программа имеет простой в использовании интерфейс и простое управление, предоставляет информацию о текущем состоянии системы, позволяет изменять приоритет работы, может защитить данные на компьютере от вирусов, имеет встроенный планировщик заданий. Auslogics Disk Defrag использует многочисленные алгоритмы проверки файлов, благодаря которым дефрагментация происходит на несколько порядков выше, чем в стандартном дефрагментаторе Microsoft Windows, также способна обнаруживать ошибки на жёстком диске и оперативно их устранять.
После всех операций над файлами утилита предоставляет пользователю полный отчёт обо всех проделанных действиях.

## Возможности
- Простой в использовании графический интерфейс.
- Автоматическая проверка.
- Оптимизация всей файловой системы одним кликом мыши.
- Консолидация свободного дискового пространства.
- Планировщик заданий.
- Дефрагментация выбранных файлов или отдельных папок.
- Поддержка жёстких дисков, размер которых превышает терабайт.
- Минимальное потребление системных ресурсов.
- Полный отчёт обо всех произведённых действиях программы.
- Возможность дефрагментации нескольких дисков одновременно.
- Cуществует интернациональная поддержка.